# Phlegmariurus hastatus
Phlegmariurus hastatus är en lummerväxtart som först beskrevs av B. Øllg och fick sitt nu gällande namn av B. Øllg. Phlegmariurus hastatus ingår i släktet Phlegmariurus och familjen lummerväxter. Inga underarter finns listade i Catalogue of Life.